# Rezervația naturală „Parcul Natural Cindrel”
Rezervația naturală „Parcul Natural Cindrel” este o arie protejată de interes național ce corespunde categoriei a IV-a IUCN         (rezervație naturală), situată în județul Sibiu, pe teritoriile administrative ale comunelor Gura Râului,  Jina, Rășinari și Tilișca.

## Localizare
Rezervația naturală se află în limita sud-vestică a județului Sibiu cu județul Alba, în Munții Parâng, lanț muntos aparținând Carpaților Meridionali, în masivele montane ale Cindrelului cu Vârful Cindrel (2.244 m) și Lotrului cu Vârful Șteflești (2.242 m).

## Descriere
Rezervația naturală a fost declarată arie protejată prin Legea Nr.5 din 6 martie 2000 (privind aprobarea Planului de amenajare a teritoriului național - Secțiunea a III-a - zone protejate) și se întinde pe o suprafață de 9.873 ha.
Aria naturală suprapusă sitului Natura 2000 - Frumoasa (sit de importanță comunitară), reprezintă o zonă montană cu abrupturi stâncoase, căldări glaciare, morene, praguri și lacuri glaciare, văi, izvoare, doline și culmi drepte. 
Rezervația naturală dispune de habitate naturale de tip: Păduri de fag de tip Luzulo-Fagetum, Păduri dacice de fag (Symphyto-Fagion), Păduri acidofile de Picea abies din regiunea montană (Vaccinio-Piceetea), Păduri de fag de tip Asperulo-Fagetum, Pajiști boreale și alpine pe substrat silicios, Tufărișuri alpine și boreale, Fânețe montane și Comunități de lizieră cu ierburi înalte higrofile de la nivelul câmpiilor, până la cel montan și alpin; ce adăpostesc o mare varietate de floră și faună specifică Meridionalilor.

## Biodiversitate
Flora parcului are în componență specii vegetale (arbori, arbusti și ierburi) distribuite etajat, funcție de structura geologică și geomorfologică, caracteristicile solului, climei, sau altitudinii unde acestea sunt întâlnite.

### Floră
Flora este reprezentată de specii arboricole de zâmbru (Pinus cembra), tisă (Taxus baccata), pin de pădure (Pinus sylvestris), jneapăn (Pinus mugo) sau ienupăr (Juniperus communis), fag (Fagus sylvatica), gorun (Quercus petraea), stejar (Quercus robur), carpen (Carpinus betulus), paltin de munte (Acer pseudoplatanus), arțar (Acer platanoides), tei (Tilia cordata), frasin (Fraxinus excelsior), jugastru (Acer campestre), mesteacăn (Betula pendula), ulm (Ulmus glabra), arțar (Acer platanoides),

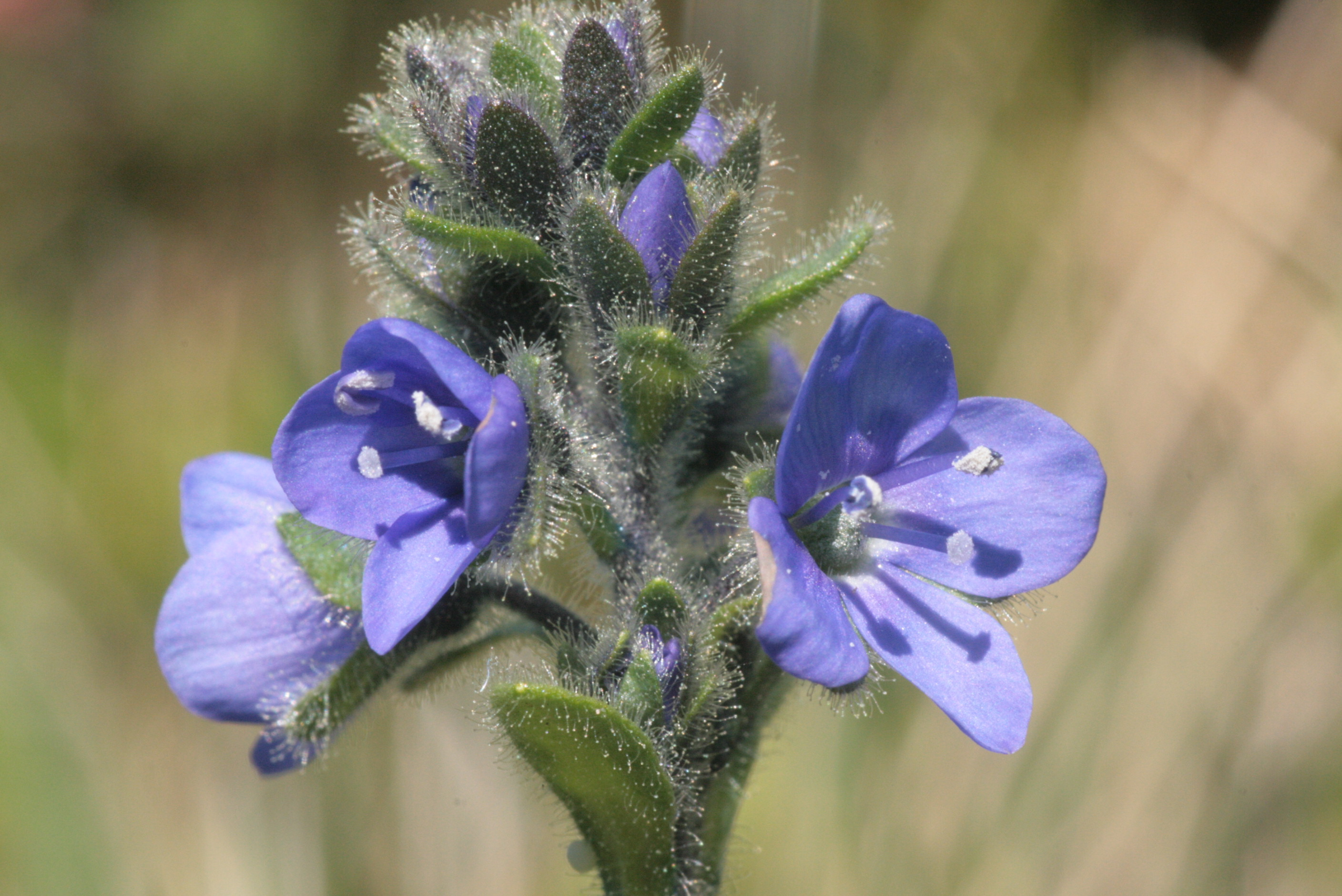
Șopârliță (Veronica bellidioides)

La nivelul ierburilor sunt întâlnite elemente floristice de stâncărie și fâneață cu specii de: bujor de munte (Rhododendron kotschyi), usturoi siberian (Allium sibirium L.), ghințură (Gentiana punctata), veronică (Veronica baumgartenii), căldărușă (Aquilegia vulgaris), angelică (Angelica archangelica), clopoței de munte (Campanula alpina), bulbuc de munte (Trollius europaeus), chimionul țapului (Laserpitium krapfii), volovatic (Swertia punctata), capul-călugărului (Leontondon croceus), șopârliță (Veronica bellidioides), cupă (Gentiana kochiana), arnică (Arnica montana), stupitu-cucului (Cardamine amara), ruginare (Andromeda polifolia), garoafă (Dianthus glacialis ssp. gelidus), gălbenuș (Crepis conyzifolia), sau rogozuri (cu specii de: Carex capillaris, Carex nigra, Carex diandra, Carex limosa).

### Faună
Fauna rezervației este una diversificată și bine reprezentată de mai multe specii (unele protejate prin lege și aflate pe lista roșie a IUCN) de mamifere, reptile, amfibieni și păsări.
Mamifere:  ursul brun (Ursus arctos), capră neagră (Rupicapra rupicapra), cerb (Cervus elaphus), căprioară (Capreolus capreolus), lup cenușiu (Canis lupus), mistreț (Sus scrofa), vulpe (Vulpes vulpes), râs eurasiatic (Lynx lynx), vidră de râu (Lutra lutra), veveriță (Sciurus carolinensis); 
Reptile și amfibieni:  șarpele de alun (Coronella austriaca), șarpele lui Esculap (Elaphe longissima]), șarpele de apă (Natrix tessellata),  șopârla de câmp (Lacerta agilis), gușter (Lacerta viridis),  șopârla de ziduri (Podarcis muralis), șarpele orb (Anguis fragilis), vipră (Vipera berus), ivorașul-cu-burta-galbenă (Bombina variegata), broasca-roșie-de-munte (Rana temporaria), brotacul-verde-de-copac (Hyla arborea), tritonul cu creastă (Triturus cristatus), tritonul comun transilvănen (Triturus vulgaris), tritonul de munte (Triturus alpestris);
Păsări protejate: cocoșul de mesteacăn (Bonasa bonasia), cocoșul de munte (Tetrao urogallus), minuniță (Aegolius funereus), ploier-de-munte (Eudromias morinellus), caprimulg (Caprimulgus europaeus), presură de iarnă  (Plectrophenax nivalis), ciocănitoare cu spate alb (Dendrocopos leucotos), ciocănitoare neagră (Dryocopus martius), ciocănitoare de munte (Picoides tridactylus), muscar (Ficedula parva), muscar-gulerat (Ficedula albicollis), ciuvică (Glaucidium passerinum), huhurez mare (Strix uralensis) sau ciocârlie urechiată balcanică (Eremophila alpestris balcanica); toate enumerate în anexa I-a a Directivei Consiliului European 147/CE din 30 noiembrie 2009 (privind conservarea păsărilor sălbatice).

## Căi de acces
- Drumul național DN7 pe ruta: Râmnicu Vâlcea - Bujoreni - Călimănești - Căciulata - Copăceni - Boița.

## Monumente și atracții turistice
În vecinătatea rezervaței se află numeroase obiective de interes istoric, cultural și turistic; astfel:

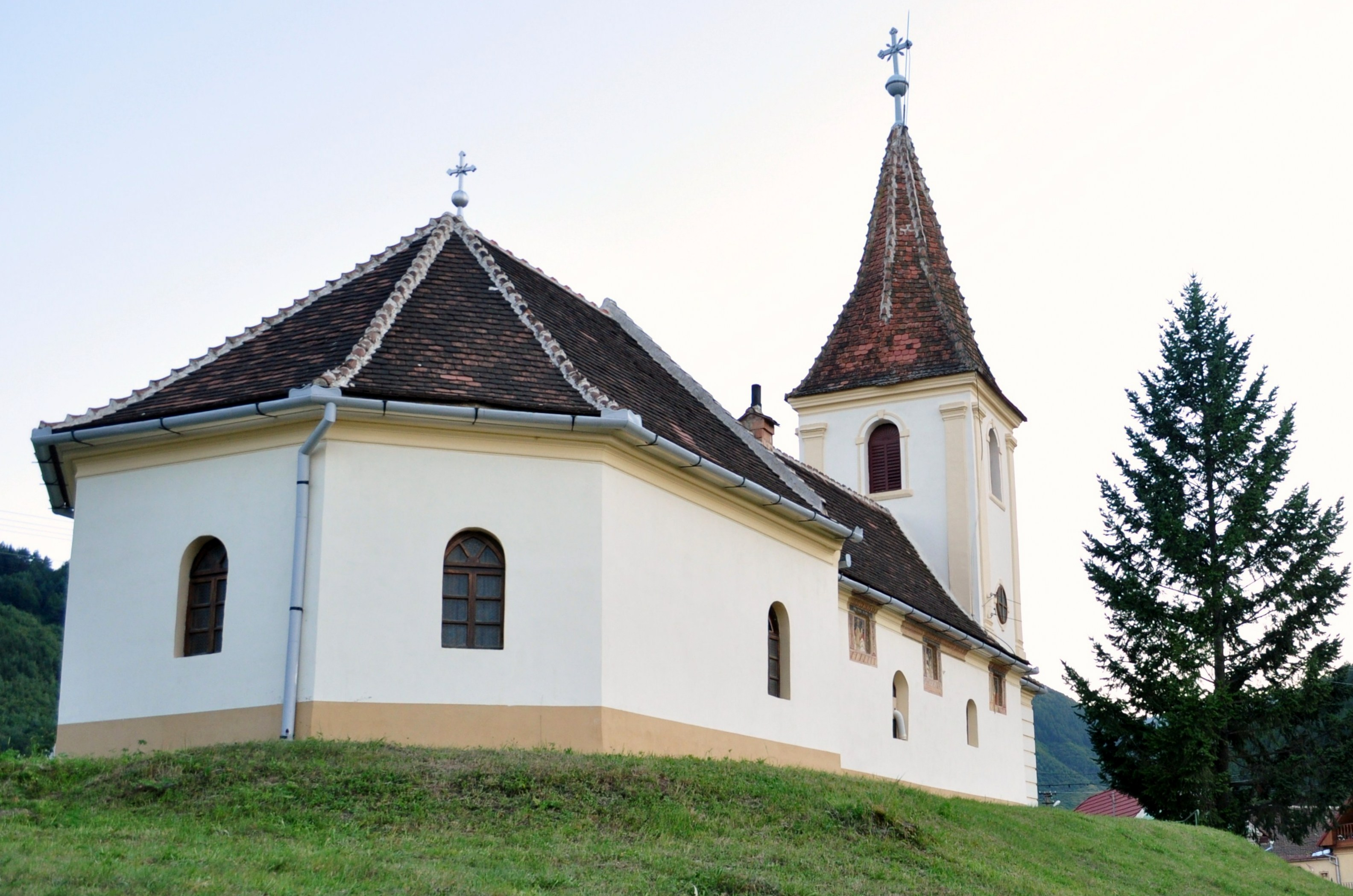
Biserica Cuvioasa Paraschiva din Gura Râului

- Biserica Buna Vestire din Jina, construcție 1795, monument istoric.
- Biserica Cuvioasa Paraschiva din Gura Râului, construcție sec. XVIII - XIX, monument istoric.
- Biserica Sfinții Arhangheli Mihail și Gavriil din Tilișca, construcție 1782, monument istoric.
- Biserica ortodoxă "Cuvioasa Paraschiva" din satul Rășinari, construcție 1725 - 1758, monument istoric.
- Casa Episcopilor - Parohia Ortodoxă Rășinari, construcție secolul al XVIII-lea, monument istoric.
- Biserica Ortodoxă "Sfânta Treime" din Rășinari, construcție secolul al XIX-lea.
- Mormântul mitropolitului Andrei Șaguna de la Rășinari.
- Edicul "Osuar" cu pictură pe pânză din satul Jina, construcție 1827, monument istoric.
- Casa memorială a poetului Octavian Goga
- Muzeul episcopal - Rășinari
- Muzeul de etnografie - Rășinari
- Situl arheologic de la Tilișca (Hallstatt, Latène, Cultura geto - dacică, Epoca bronzului).
- Ariile protejate: Iezărele Cindrelului, La Grumaji, Masa Jidovului și Pintenii din Coasta Jinei.